# 梅沢和木
梅沢 和木（うめざわ かずき、1985年2月8日 - ）は、日本の現代美術家である。
埼玉県出身。武蔵野美術大学映像学科卒業。CASHI所属。ポストポッパーズ、カオス*ラウンジ元メンバー。

## 概要
ネット上の画像を大量に収拾し、Photoshopを使ってコラージュする作品をつくる。
初期のコラージュ作品は、素材のジャンルを問わず、また、素材となる画像を細かく配置する場合が多かったが、今日では、既存キャラクターのパーツを素材として多用する傾向があり、また、既存キャラクターの顔を大きく配置したり、新たな要素として図形商標を素材として用いている。アニメ『らき☆すた』の登場人物である泉こなたの図像を多数のキャラクターのパーツの組み合わせによって表現した「キメラこなた（もともと画像掲示板上で制作されていたもの）」を構成要素とした作品を発表した際、著作権上の問題があると指摘されて騒動となった。
2020年8月2日、カオス*ラウンジの会社名義「合同会社カオスラ」を退社したことを発表。。

## 評価
合同会社コンテクチュアズの事務所内にて製作された梅沢和木の作品（上記のキメラこなたを使用）について同会社の代表を務める東浩紀は「梅ラボ @umelabo の新作はまじでいい。震災後の救済、女神と天罰といった普遍的主題に加え、らき☆すた、というかキメラこなた。あれは彼のマスターピースになると思う。いままでのデータベース・スーパーフラットと違い、空間もある。コンテクチュアズにあの作品が飾れるのを誇りに思う」と自身のTwitter上で評価を述べた。なお、当該作品は現在外部には公開されていない。
岩手県出身の評論家である斎藤環は梅沢和木の作品をめぐる商行為については言及しないとした上で、村上隆の作品との比較および東日本大震災との関連を述べた梅沢和木自身による作品説明の引用を交えて、ネット上に上げられている元画像そのままの形でキャラクターを美術作品に取り込む意味についての疑問を呈している。
美術手帖によって編集された書籍「日本のアーティストガイド＆マップ」内の「ジャパニーズ・ポップの射程」カテゴリにおいて「その未知数なところも含め、10年代アートシーンの象徴として語られる機会も多い」と評されている。同カテゴリにおいて他には村上隆、奈良美智、大竹伸朗、宇川直宏などが掲載されている。

## 主な展覧会
- 「画像・アラウンドスケープ・粒子」　（2021年　RICOH ART GALLERY、東京）
- 「黒の夢」　（2020年　CASHI、東京）
- 「neo X death」 （2018年　AISHONANZUKA、香港）
- 「画像の紙々」　（2016年　ゲンロン　カオス*ラウンジ　五反田アトリエ、東京）
- 「Empty god CORE」　（2014年　B2OA gallery, ニューヨーク）
- 「エクストリームAR画像コア」　（2013年　DIESEL ART GALLERY　東京）
- 「梅沢和木回顧展」　（2013年　CASHI、東京）
- 「大地と水と無主物コア」　（2012年　CASHI、東京）
- 「美しい画像コア」　（2010年　CASHI、東京）
- 「カオス見てから画像余裕でしたコア」　（2010年　Hidari Zingaro　東京）
- 「エターナルフォース画像コア」（2009年　frantic gallery　東京）

## その他
- 『思想地図β』「やる夫よろずの神および都市」
- 『mograg magazine vol.02』「神のみぞ知るプレイ」
- 『ユリイカ』 2010年9月号 - 表紙
- 東浩紀『日本的想像力の未来〜クール・ジャパノロジーの可能性』（2010年、NHKブックス） - 表紙
- 『Review House』03（2009年） - 表紙
- 『美術手帖』2011年6月号 - ネットカルチャーガイド2011
- 『アニメルカ』vol.4（2011年） - 表紙
- 『日本2.0　思想地図β』vol.3 - 「巻頭グラビア」アートディレクター
- gnck「梅沢和木　キャラと画像とインターネット-画像の演算性の美学Ⅰ-」『Re:エターナル画像フォースコア』（CASHI°,2018）